# オエンジンゲン国際車いすマラソン
オエンジンゲン国際車いすマラソン（オエンジンゲンこくさいくるまいすマラソン、英語: Wheelchair Marathon Oensingen、ドイツ語: Internationaler Rollstuhlmarathon Oensingen）は、1991年から毎奇数年にスイス北西のゾロトゥルン州オエンジンゲンで開催されている車いすマラソン大会である。2003年には日本の花岡伸和が優勝、2007年には洞ノ上浩太が3位に入賞している。

## 近年の優勝者
- 2011年 マルセル・フグ　（スイス）1:21:54　　 /  2位　洞ノ上浩太（日本）1:22:00
- 2009年 Roger Puigbo Verdaguer （スペイン） 1:30:41
- 2007年 デヴィッド・ウィアー （イギリス） 1:28:19
- 2005年 Jordi Madera Jimenez （スペイン） 1:31:39
- 2003年 花岡伸和 （日本） 1:28:26